# Эритрина мадагаскарская
Эритри́на мадагаска́рская (лат. Erythrina madagascariensis) — растение из рода Эритрина (Erythrina) семейства Бобовые (Fabaceae). Эндемик Мадагаскара, где распространена на востоке и севере острова.